# Совхозный (Алтайский край)
Совхозный — посёлок в Алейском районе Алтайского края России. Административный центр Совхозного сельсовета.

## География
Посёлок находится в центральной части края, южнее города Алейска. Климат резко континентальный. Средняя температура января −17,6ºС, июля — + 20ºС. Годовое количество осадков — 440 мм.

## Население
| 1997 | 1998 | 1999 | 2000 | 2001 | 2002 | 2003 | 2004 | 2005 |
| ---- | ---- | ---- | ---- | ---- | ---- | ---- | ---- | ---- |
| 653  | ↗663 | ↘648 | ↘644 | ↘611 | ↗629 | ↘589 | ↗616 | ↗627 |
| 2006 | 2007 | 2008 | 2009 | 2010 | 2011 | 2012 | 2013 |      |
| ↘621 | ↗625 | ↗628 | ↘611 | ↘546 | ↘542 | ↗558 | ↘549 |      |

Согласно результатам переписи 2002 года, в национальной структуре населения русские составляли 96 % от 586 жителей.

## Инфраструктура
Приалейская средняя общеобразовательная школа.

## Транспорт
Посёлок доступен по дороге общего пользования межмуниципального значения «Подъезд к пос. Совхозному» (идентификационный номер 01 ОП МЗ 01Н-0118) протяжённостью один километр.